# بيجو فرنانديز
 بيجو فرنانديز  (4 نوفمبر 1877 - 7 نوفمبر 1961) ممثلة مسرحية وسينمائية صامتة أمريكية. استمرت مسيرتها المسرحية لمدة سبعة عقود، من ثمانينيات القرن التاسع عشر حتى منتصف القرن العشرين. ظهرت في عدد قليل من الأفلام في عصر السينما الصامتة.

## النشأة والمهنية
ولدت بيجو فرنانديز في مدينة نيويورك في 4 نوفمبر 1877. كانت ابنة إسكاميلو إل فرنانديز وإميلي إل برادشو، التي كانت وكيلة مسرحية مشهورة.

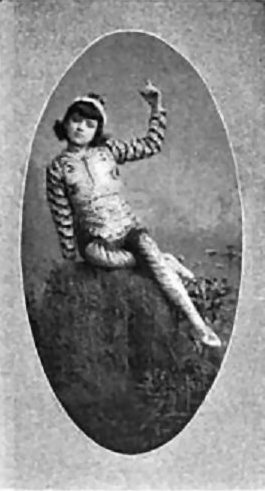
فرنانديز كممثلة طفلة

في شبابها، تلقت تعليمها التمثيل من والدتها. وُصفت فرنانديز في سن الثالثة عشرة في إحدى المراجعات بأنها "ذات عيون لامعة ونحيلة وهشة". وشُبِّه صوتها وسلوكها على المسرح بـ"الطفل غير المتأثر". لم تكن مبكرة النضوج مثل بيجو هيرون، التي مثلت دور أدريان في فيلم السيد ألفونس، كممثلة شابة. كانت عارضة أزياء للمصورين تُعرف باسم "ملكة التصوير الفوتوغرافي" في عام 1884. في ذلك الوقت كانت متعاقدة مع شركة ساروني لتصويرها كل يوم. وفي نزهة زهرة مايو، ارتدت فستانًا أحمر منقوشًا ورقصت في سنترال بارك.
في أغسطس 1884، مثلت كل ليلة في زهرة مايو مع زميلتها الممثلة الشابة جرايسي ليفارد. كان مكان العرض مسرح ماديسون سكوير، الواقع بالقرب من برودواي، في شارع 24، خلف فندق فيفث أفينيو. تم رسم مشهد جديد عندما انتقلت ماي بلوسوم إلى حديقة نيبلو في فبراير 1885. لعبت فرنانديز دور ليتل ماي.لعبت دور أدريانا، زوجة أنتيفولوس عندما تم عرض كوميديا الأخطاء في مسرح ستار، برودواي وشارع 13، في سبتمبر 1885. أخرج جوزيف بروكس عمل ويليام شكسبير. في نوفمبر التالي، تم تقديم كوخ العم توم من قبل مسرح ثيرد أفينيو في مانهاتن. أدت فرنانديز دور إيفا. قام السيد والسيدة جي سي هوارد، اللذان كانت ابنتهما إيفا الأصلية، بتمثيل شخصيتي توبسي وسانت كلير. كان الزوجان مرتبطين بإنتاج الرواية لهارييت بيتشر ستو لأكثر من ثلاثين عامًا.
أثبتت فرنانديز شعبيتها كوصيفة لفالستاف في مسرحية الزوجات البهيجات، إنتاج يناير 1886 من قبل أوغستين دالي في مسرح دالي في شارع 30. كانت متلقية لمسرحية، بيجي، طفل الصياد، التي كتبت خصيصًا لها في عام 1887، ولعبت في إنتاجها لأول مرة في 7 يونيو، في مسرح ليسيوم (نيويورك). قبلت عقدًا مع شركة دالي في يوليو 1887، والذي ربطها بالشركة لمدة سبع سنوات. سمحت الشروط لفرنانديز براتب سخي، وزودتها بأزياء المسرح وجميع ملابسها، وأشرفت على تعليمها. كانت بوك في إنتاج حلم ليلة منتصف الصيف في مسرح دالي في فبراير 1888. 
فرنانديز، ج. 1897

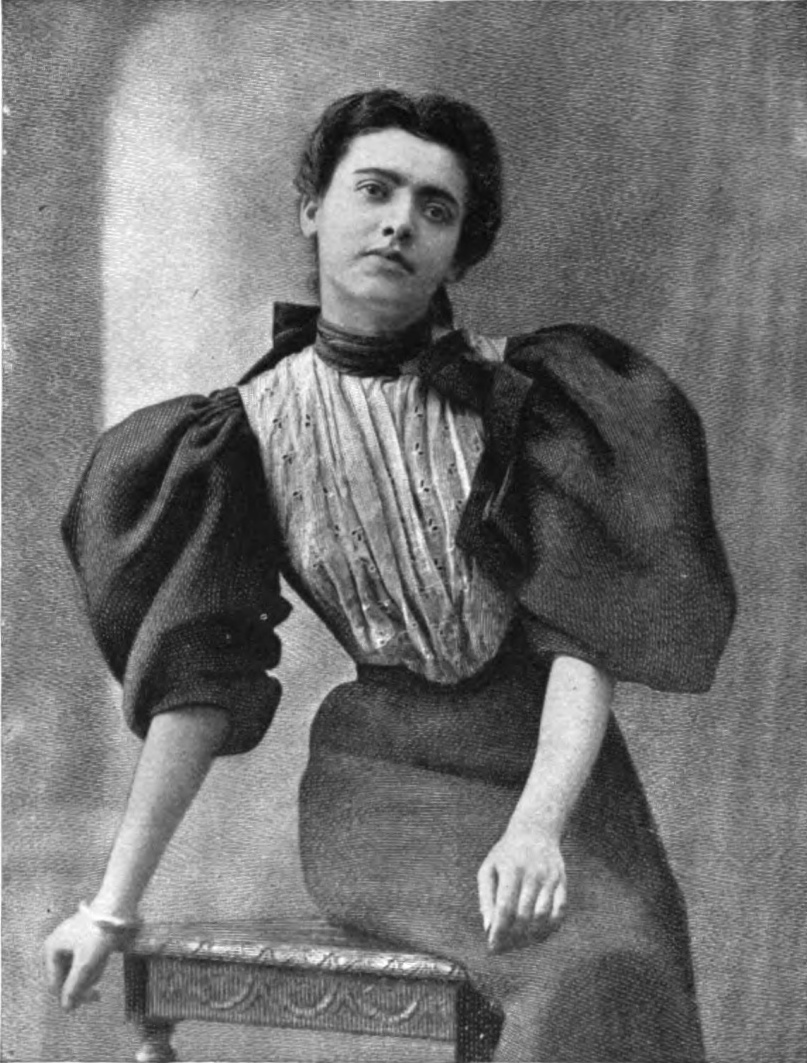
فرنانديز كممثلة طفلة

في تحضيرها لتجسيد شخصية أليسون ديو في فلم القلوب مشتعلة، في عام 1902، شعرت والدتها أنها أصبحت تشبه الشخصية التي كانت تلعبها كثيرًا. صرحت فرنانديز الكبرى لصديق أن ابنتها أصبحت مشغولة بركوب الخيل "في تنانير مقسمة، وتدخين السجائر، وإقامة حفلات موسيقية عالية".أدت الدور في مسرح جاريك خلال موسم 1901 قبل أن تتسبب اعتراضات والدتها تقريبًا في انسحابها في العام التالي.
في خريف عام 1902، تعاونت فرنانديز مع تشارلز والدرون لقيادة شركة هربرت ستوك في تقديم أرستقراطية برونسون هوارد. تم عرضها في مسرح سيركل، برودواي وشارع سيكستيث. تم تعديل المسرحية بواسطة ديفيد بيلاسكو وهنري تشرشل دي ميل، وتم تسميتها في النهاية بحفلة الخير. لعبت فرنانديز دور آن كروجر، ابنة أحد أباطرة وول ستريت وعدو شقيقها الخاطئ.
تزوجت فرنانديز من الممثل الإنجليزي ويليام إل. أبينجدون في 29 مايو 1906. في عام 1910، توقفت مؤقتًا عن التمثيل وبدأت العمل كوكيل مسرحي. انضمت إلى شركة جولدوين بيكتشرز في عام 1918 بعد وفاة والدتها وزوجها. انتحر أبينجدون في مايو 1918، في منزله في 235 شارع ويست سيفنتي سيكسث، مدينة نيويورك.عملت فرنانديز ككشافة للمواهب وفي وقت لاحق بنفس الصفة مع كل من مترو جولدوين ماير ووارنر براذرز. وقعت عقدًا مع باتريشيا كولينج في سن 16 عامًا ووجدت لها دورًا في ملكة مولان روج. ظهرت في فيلم نيو تويز (1925)، وهو فيلم صامت من بطولة ريتشارد بارثيلميس وماري هاي وكليفتون ويب. وفي فيلم فقط افترض (1926)، وهي قصة عن أمير ويلز الذي يقع في حب امرأة أمريكية، لعبت دور السيدة ستافورد، والدة الممثلة الرائدة لويس موران.
لعبت أدوارًا في فيلم الفتاة التي تركتها خلفي كعضو في شركة مسرح الإمبراطورية، والمتسلقون مع شركة أميليا بينغهام، والأسلحة والرجل مع أرنولد دالي، والرجل وسوبرمان مع روبرت لورين. في عام 1937، كانت فرنانديز في فريق عمل أفضّل أن أكون على حق في مسرح ألفين. كتب الكوميديا الموسيقية جورج إس كوفمان وموس هارت وريتشارد رودجرز ولورنز هارت. قام جورج م. كوهان بدور الرئيس فرانكلين ديلانو روزفلت.
كانت فرنانديز من بين الممثلين المكرمين في حفل شاي قدمته رابطة الدراما في نيويورك في فندق بيير، في نوفمبر 1937. جاء دورها المسرحي الأخير في مقترحات بريسكوت مع كاثرين كورنيل في عام 1956.

## الوفاة
توفيت فرنانديز بعد مرض قصير في مستشفى جامعة مدينة نيويورك عام 1961. عاشت في فندق لانكستر، 22 شارع إيست 38.
كانت عضوًا مدى الحياة في نقابة الممثلين الأسقفية وصندوق الممثلين في أمريكا. تم انتخابها كوصية على صندوق الممثلين لمدة ثلاث سنوات في 23 مايو 1919.
شاركت في إغاثة الحرب النسائية على المسرح أثناء الحرب العالمية الأولى.